# Jan Blažka
Jan Blažka (* 4. prosince 1970) je bývalý český fotbalista, brankář.

## Fotbalová kariéra
V lize hrál za AC Sparta Praha. V lize nastoupil ve 4 utkáních. Se Spartou získal v roce 1995 mistrovský titul. V nižších soutěžích hrál i za FC Chomutov, AC Sparta Praha B, 1. FK Příbram, SK Sparta Krč a FC Střížkov.

## Ligová bilance
| Ročník                          | Zápasy | Góly | Klub            |
| ------------------------------- | ------ | ---- | --------------- |
| 1. česká fotbalová liga 1994/95 | 4      | 0    | AC Sparta Praha |
| CELKEM                          | 4      | 0    |                 |